# Scènes de chasse en Bavière
Pour le film, voir Scènes de chasse en Bavière (film).
Scènes de chasse en Bavière (Jagdszenen aus Niederbayern) est une pièce de théâtre écrite en 1965 par Martin Sperr. Elle est adaptée en film dès 1969 par Peter Fleischmann.